# Laura von Kaszonyi
Laura von Kaszonyi, po ślubie Laura Henckel von Donnersmarck (ur. 7 stycznia 1836 w Budzie, zm. 11 grudnia 1905 w Wiedniu) – węgierska hrabianka.

## Biografia
Była córką Johanna von Kaszonyi oraz Rosalie hr. Pongrácz. Przyszła na świat w miejscowości Buda (dziś Budapeszt) na ówczesnych Węgrzech.
Laura była drugą żoną hrabiego Hugona Karola Henckel von Donnersmarck (1811–1890), jednego z najzamożniejszych magnatów przemysłowych Górnego Śląska XIX wieku. Jego pierwsza żona, Laura von Hardenberg, zmarła w 1857 r., pozostawiając mu pięcioro dzieci. W rok po tej tragedii Hugon poślubił 23-letnią Laurę von Kaszonyi – ślub odbył się w 1859 roku w Wiedniu. Nowa małżonka była od niego o 25 lat młodsza i młodsza nawet od dwóch jego starszych synów (Hugona II i Łazarza IV) i była rówieśniczką trzeciego z synów, Artura, urodzonego również w 1836 r. Ten nietypowy układ wieku sprawiał, że relacje rodzinne bywały napięte – źródła podają, iż pasierbowie nie darzyli macochy sympatią.
Związek Hugona i Laury przypadł na okres szybkiego rozwoju przemysłowego i przemian społecznych. Hrabia Henckel von Donnersmarck należał do elity finansowej Cesarstwa Niemieckiego i Austrii: inwestował w hutnictwo i górnictwo, budując m.in. pierwszą na ziemiach niemieckich walcownię i pudlingarnię żelaza (w hucie Laurahütte w Siemianowicach). Majątek rodziny rósł w ogromnym tempie – wydobycie węgla w kopalniach Hugona w latach jego działalności wzrosło 150-krotnie, a wartość produkcji 250-krotnie. Laura, jako żona magnata przemysłowego, uczestniczyła w życiu wyższych sfer w czasach szczytu epoki wiktoriańskiej i Belle Époque. W realiach ówczesnej monarchii Habsburgów i Królestwa Prus arystokracja często łączyła różne nacje – jej małżeństwo symbolicznie połączyło śląską elitę pruską z węgierską szlachtą austro-węgierską, co umacniało pozycję rodu na arenie międzynarodowej. Dla Laury von Kaszonyi zakupił hrabia Hugo Henckel von Donnersmarck m.in. pałac Stein w Kamieniu pod Wrocławiem oraz pałac w Rusovce koło Bratysławy. Co więcej, w 1872 r. hrabia wybudował w Wiedniu okazały Palais Henckel von Donnersmarck przy Ringstrasse – również jako prezent dla ukochanej żony.
Hugo I Henckel von Donnersmarck zmarł 4 października 1890 roku. Po jego śmierci formalna odpowiedzialność za rodzinne dobra – w tym kluczowy majątek w Nakle – spoczęła na wdowie, Laurze von Kaszonyi. Od 1890 do 1905 roku to ona figurowała jako właścicielka dóbr nakielskich, pełniąc rolę ich pani na Nakle. W praktyce zarządzanie ogromnym majątkiem odbywało się we współpracy z dorosłymi pasierbami. Zaraz po śmierci ojca dokonali oni przebudowy pałacu w Nakle (m.in. podwyższając pałacową wieżę), kontynuowali też prowadzenie rozległych interesów przemysłowych. Wdowa Laura pozostała bezdzietna, co oznaczało, że po jej odejściu majątek powróci do rąk dzieci Hugona z pierwszego małżeństwa. Jej pozycja prawna zabezpieczała jednak integralność dóbr przez kilkanaście lat – dzięki temu dobra nie uległy podziałowi tuż po śmierci Hugona. Do 1905 roku to właśnie ona widniała w dokumentach jako właścicielka Nakła, choć kluczowe decyzje podejmowali wspólnie pasierbowie: Hugo II, Łazarz IV i Artur. Najbardziej namacalnym śladem obecności Laury von Kaszonyi na Górnym Śląsku jest pałac Donnersmarcków w Nakle Śląskim. Na frontonie tej neogotyckiej rezydencji do dziś można dostrzec dwa kartusze herbowe – jeden z herbem Henckel von Donnersmarck, a drugi z herbem rodziny Kaszonyi.
Po śmierci Laury (w grudniu 1905 r.) bracia szybko rozproszyli majątek po macosze: sprzedali pałac w Wiedniu (Palais Henckel von Donnersmarck), a posiadłość w Rusovce (koło Bratysławy) odsprzedali belgijskiej księżniczce Stefani Sasko-Koburskiej. Jedynie nakielski pałac pozostał w rękach rodziny – objął go Łazarz IV, który uczynił z Nakła swoją główną siedzibę i dał początek tzw. nakielskiej linii Donnersmarcków.
Zmarła 11 grudnia 1905 r. w Wiedniu. Po śmierci Laury pochowano ją obok męża w mauzoleum rodzinnym na zamku Wolfsberg w Karyntii, co świadczy o zachowaniu należnej jej pozycji w rodzie mimo animozji.